# Інам-ур Рахман
Інам-ур Рахман (23 листопада 1943) — індійський хокеїст на траві.
Бронзовий призер Олімпійських Ігор 1968 року.